# Midelt
Midelt (en berbère : ⵎⵉⴷⴰⵍⵜ ; en arabe : ميدلت) est une ville du Maroc, à la jonction des chaînes du Moyen Atlas et du Haut Atlas oriental, et une commune urbaine de la province de Midelt. La population de la commune, de 44 781 habitants en 2004 (recensement), serait de 55 400 habitants en 2012 (estimation).

## Situation historique
La ville de Midelt située à 1 521 mètres d’altitude, a été fondée par le protectorat en 1917 pour en faire un centre administratif de la région. Cette région est regroupée sous le nom de « Cercle de Midelt », cercle qui couvre une superficie de 6 000 km2 et dont les principaux centres sont : Itzer, Zaida, Boumia, Aghbalou, Tounfite, Ksabi, Bouayach, Krouchen, Mibladen, Ahouli. En dehors de ces centres urbains, le reste de la population habite les Igharman (dénommés ksours, douar, dchar, selon les régions et la langue) qui couvrent toute la région dans des espaces très rapprochés les uns des autres.
Ce centre administratif a été fondé par le protectorat pour, au moins, les trois raisons suivantes :
- dans le cadre administratif pour la gestion de toute une population rurale ;
- dans le cadre militaire du fait que Midelt constitue un passage obligé vers le sud-est du pays, donc vers l’Algérie, grâce à la route nationale 13 (RN 13, ex RP 21) qui relie Midelt à Errachidia (anciennement Ksar–es-Souk). Cette RN comporte un passage incontournable constitué par le tunnel de Zaâbal, tunnel creusé par les militaires de la Légion étrangère qui étaient basés à Midelt lors de la présence française, avec soit un bataillon de tirailleurs marocains soit un bataillon de zouaves. La stratégie consistait également à veiller sur les intérêts économiques de la France en assurant la protection de l’exploitation des deux mines de plomb de la région situées à Mibladen et à Ahouli ;

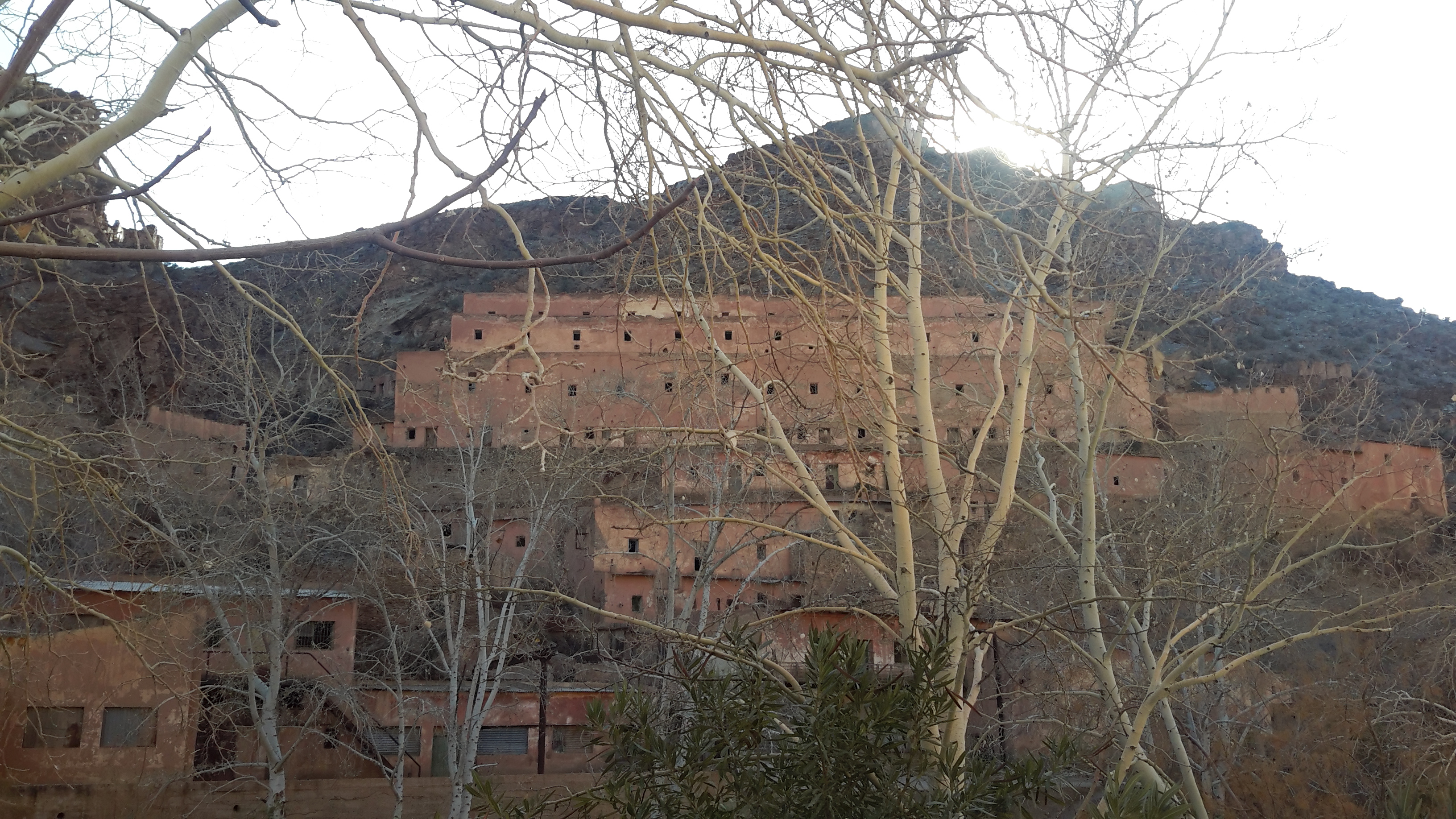
Village minier abandonné (Ahouli).

- dans le cadre de l’exploitation des richesses de la région, la société française Peñarroya, exploitait les deux mines de plomb, situées à 15 et 25 km de Midelt. Celles-ci employaient plus de 1 500 ouvriers, encadrés exclusivement par des Français. Le plomb extrait était acheminé par camions directement vers le port de Casablanca pour exportation. 
Afin d’exploiter ses mines, la société avait construit en 1928, au Ksar Flilou, l’une des premières centrales électriques du Maroc. Cette centrale hydraulique alimentait en électricité aussi bien le village que les mines, grâce au barrage de retenue du Ksar Tatiouine situé au pied même de la montagne El Ayachi. Ce barrage permettait d’alimenter en eau le barrage de Flilo qui, lui, projetait l’eau sur les turbines de la centrale hydraulique électrique ;
- dans le cadre aussi bien de la pacification que des stratégies militaire et économique, Midelt fut desservie par la ligne Guercif-Midelt jusqu'en 1935[1] (voie de 60 cm), reliée à la ligne ferroviaire Fès-Oujda (le tracé du chemin de fer et les noms des gares subsistent à ce jour). Elle est aussi le départ de la route du Ziz, empruntant le tunnel de Foum Zabel, creusé par la Légion étrangère. La ville était également équipée d’un aérodrome (aujourd'hui inutilisable) utilisé aussi bien par les militaires que par les hauts cadres de la mine.

Le docteur Louis Tonellot, futur directeur de l'hôpital Maurice-Loustau (actuellement Al Farabi) à Oujda, exerce en 1943-1953 à Midelt. Il diagnostique les premiers cas de silicose dans la région.

## Climat
Située à 1 521 m d'altitude dans l'Atlas, Midelt possède un climat méditerranéen à influence montagnarde avec souvent de la neige en hiver. À cette altitude, la végétation montagnarde (sapins, cèdres) cohabite avec la végétation méditerranéenne (chêne, olivier, dattier etc.).
L'amplitude thermique annuelle est élevée et atteint 20,9 °C entre le mois le plus froid et le mois le plus chaud.
| Mois                              | jan. | fév. | mars | avril | mai  | juin | jui. | août | sep. | oct. | nov. | déc. | année |
| --------------------------------- | ---- | ---- | ---- | ----- | ---- | ---- | ---- | ---- | ---- | ---- | ---- | ---- | ----- |
| Température minimale moyenne (°C) | −0,9 | 0,1  | 2,8  | 5,9   | 9,6  | 14   | 17,6 | 17,1 | 12,8 | 8,6  | 3,1  | 0,2  | 7,6   |
| Température moyenne (°C)          | 4,6  | 6    | 9,5  | 12,8  | 16,5 | 21,5 | 25,5 | 24,5 | 19,4 | 14,9 | 8,6  | 5,5  | 14,1  |
| Température maximale moyenne (°C) | 11,2 | 12,6 | 16,3 | 19,6  | 23,3 | 28,8 | 32,9 | 31,7 | 26,3 | 21,3 | 14,8 | 12   | 20,9  |
| Précipitations (mm)               | 21   | 22   | 28   | 33    | 39   | 20   | 10   | 15   | 33   | 26   | 27   | 20   | 294   |

## Personnalités
- Khalid Skah, champion olympique du 10 000 mètres en 1992, est né à Midelt en 1967.
- Ali Hassan, journaliste-animateur radio et télévision, producteur et présentateur des programmes "Ciné-Jeudi" de 1991 à 2003 et "Ciné-club" de 2003 à 2014.

## Faune locale
Dans les montagnes aux alentours de la localité, des macaques vivent en liberté dans la forêt.